# ヒートレース
ヒートレース（Heat Race、ヒート競走）とは、競馬において同一の組み合わせの競走馬によって複数回の競走を行うことにより、優勝馬を決定する方式の競走である。1回の競走は1ヒートと呼ばれ、同一馬が所定の回数1着をとなるまで、競走を繰り返して行う。
イギリスでは、18世紀以前はこの形態の競走が主流だったが、徐々に廃れていき、19世紀にジョッキークラブが禁止措置をとるとほとんど行われなくなった。現在は、東南アジアの一部の国でこの形態の競馬が行われている。

## 実例
1775年8月22日にレディング（バークシャー州）の競馬場で行われたヒート競走。
| （出典）『レーシングカレンダー 第3巻』 |           |           |           |           |      |
| 馬名 | 第1ヒート | 第2ヒート | 第3ヒート | 第4ヒート | 結果 |
| Wafer | 2着       | 3着       | 1着       | 1着       | 優勝 |
| Pastime | 1着       | 同着      | 3着       | 辞退      |      |
| Cockspur | 3着       | 同着      | 2着       | 失格      |      |
| Fantail | 5着       | 4着       | 辞退      |           |      |
| Wolsey | 4着       | 5着       | 辞退      |           |      |
| 第1ヒートではパスタイム（Pastime）が1着、第2ヒートではパスタイムとコックスパー（Cockspur）が同着となった。ここまで最下位とブービーが続いたファンテイルとウォルジーは、第3ヒートへの出走を断念して出走辞退（取消）。第3ヒートではウェファー（Wafer）が1着となり、コックスパーが2着、パスタイムは3着。パスタイムはこれで次ヒートへの出走を諦めて出走辞退（取消）。第4ヒートはウェファーとコックスパーの2頭で争われ、ウェファーが1着、コックスパーはウェファーより240ヤード以上遅れたために失格となり、ウェファーの優勝となった。 この競走では1ヒートは4マイル（約6437メートル）で行われており、第4ヒートまで進んだ2頭は合計16マイル（約25.8キロメートル）走って優勝を争った。 |           |           |           |           |      |
| 「dr」はdrawnすなわち出走辞退。「dſ」（ds）は失格を表す略語。 |           |           |           |           |      |

## ヒート競走の諸規則

### 王室賞の規定の例
17世紀からイギリスの各地で王室賞（キングスプレート）という競走が行われていた。これは王室から賞金・賞品が下賜されるもので、あらかじめ所定の競走規則が定められて公示された競馬の競走としては最古のものである。王室賞は伝統的にヒート競走で行われた。その施行規則には次のような規定がある。
| I                                              | Every horse, mare or gelding that runneth for the said Plate shall carry twelve stone; fourteen pounds to the stone, three heats. |
|                                                | 王室賞に出走する牡馬・牝馬・騸馬の負担重量はいずれも12ストーン（1ストーンは14ポンドとする）。競走は3ヒート戦で行う（注：1ポンドは約0.45グラム、1ストーンは約6.3キログラム、12ストーンは約76.2キログラム）。                                            |
| III                                            | （一部抜粋）and to be allowed half an hour between each heat to rub. |
|                                                | （訳）各馬は、馬体の手入れのために、ヒートとヒートの間に30分の休憩を認める。 |
| V                                              | （一部抜粋）that winneth any two heats, winneth the Plate; but if three several horses（中略）win each of them a heat, then those three, and only they, to run a fourth heat; ant the horse（中略）that winneth the fourth heat, shall have the Plate. |
|                                                | 2つのヒートを勝った馬が優勝とする。もしも3つのヒートの勝馬がそれぞれ異なる場合には、その3頭だけによる決勝戦として第4ヒートを実施する。この場合は第4ヒートの1着馬を優勝とする。                                                                         |
| 『レーシングカレンダー 第3巻』（1775年版）より | |

下記は1721年4月13日にニューマーケット競馬場で行われた「His Majesty's Plate」（王室賞）の実例である。優勝賞金は100ギニー、6歳以上の牡馬による、4マイルのヒート戦。各馬の負担重量は12ストーン（約76.20キログラム）。
| （王室賞の例） |           |           |           |      |
| （出典）『Baily's Racing Register 第1巻』 |           |           |           |      |
| 馬名 | 第1ヒート | 第2ヒート | 第3ヒート | 結果 |
| Fox | 2着       | 1着       | 1着       | 優勝 |
| Hip | 1着       | 2着       | 2着       |      |
| Terror | 3着       | 辞退      |           |      |
| 第1ヒートではヒップ（Hip）1着、フォックス2着、テラー3着。このうちテラーは第2ヒートの出走を辞退し、残り2頭で第2ヒート・第3ヒートが行われ、どちらもフォックス1着となり、優勝が決定した。 |           |           |           |      |

### 失格
1着馬が決勝線に到達した時点で、決勝線より240ヤード（約219.5メートル）以上遅れていたものは「失格」となり、次のヒートへ進めない。240ヤードという距離は、当時の審判員の視認できる限界だったとされる。この240ヤード地点に立てられた標識を「distance pole」といい、転じて競馬分野などでは「distance」は「240ヤード」の意味がある。
名馬エクリプスの「エクリプス1着、ほかはまだ見えない」の逸話はこのルールによって生まれた。1769年5月3日にエプソム競馬場で行われた距離4マイルのヒート競走で、エクリプスの馬主デニス・オケリーは、第2ヒートのエクリプスの賭け率が低すぎて旨味がないと考え、「エクリプスが勝ち、他馬はすべて失格になる」という賭けをした。果たしてエクリプスはオケリーの目論見どおり240ヤード以上他馬を引き離して「大差（ディスタンス）」でゴールし、オケリーは賭けに勝った。（エクリプス (競走馬)#Eclipse first, the rest nowhere.参照）

### 勝負なし（「デッドヒート」）
ヒート競走では、着差が僅差であった場合、同着のため当該ヒートは「勝負なし」とされ、その1ヒート走った分は徒労に終わったということになり、これを「デッドヒート」（dead heat）といった。
| （デッドヒートの例）1775年5月4日にチェスター競馬場で行われた「City Plate」（チェスター市賞） |           |           |           |           |      |
| （出典）『レーシングカレンダー 第3巻』 |           |           |           |           |      |
| 馬名 | 第1ヒート | 第2ヒート | 第3ヒート | 第4ヒート | 結果 |
| Intrepid | 2着       | 同着      | 1着       | 1着       | 優勝 |
| Young Panglos | 1着       | 同着      | 2着       | 2着       | 負け |
| 第1ヒートではヤングパングロス（Young Panglos）が1着、イントレピッド（Intrepid）が2着だった。第2ヒートは同着となり、デッドヒート。第3ヒートと第4ヒートでイントレピッドが1着となり、1着2回によって決勝した。 |           |           |           |           |      |

このように「デッドヒート」の場合はそのヒートは勝負なしとなり、次のヒートに持ち越される。
この「dead heat」という競馬用語は、原義では「同着によって1ヒートが無駄になった」の意味であった。日本では1930年に刊行された『モダン用語辞典』（喜多壯一郎編）で、スポーツ用語で同着を意味すると紹介された。これが転じて「（優劣の判定が困難なほどの）激しい競り合い」「熱戦」「白熱した争い」の意味で用られるようになった。競馬史家の山野浩一は、この「誤訳」により、接戦を評して「激しいデッドヒート」などと言うのは、原義に照らすと「激しく無意味な争いをしている」という意味になると指摘した。
『新英和大辞典』（研究社、2015年）では、英語の「dead heat」は「無勝負」を意味するとし、日本語表現で「激しい競り合い」を意味する「デッドヒート」は、英語の「close（race、game、contest）」であるとしている。

## ヒート競走の興亡

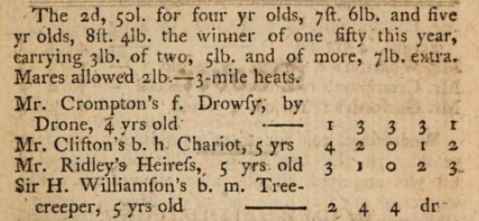
1794年10月2日のバラブリッジ競馬場でのヒート競走。1ヒートは3マイル。第3ヒートがデッドヒート（勝負なし）となり、決着は第5ヒートまでもつれ込んだ。最終ヒートまで争った3頭は合計15マイル（約24キロメートル）を走ったことになる。

18世紀の初め頃のイギリスでは、6歳以上の馬による4マイルから6マイルの競走が主流だった。その過半数はマッチレースで、ヒート競走は増加していった。長距離によるヒート競走は、実力の劣る競走馬が偶然一度ぐらい番狂わせで勝ってしまっても、最終的には真の実力馬が優勝する競走形態だった。しかし、18世紀の後半になると、イギリスではこうした競走形態は「残酷」であると同時に「退屈」なものと考えられるようになっていった。
ふつう、ヒート競走では優勝馬を決めるためには最少でも2回のヒートが必要であり、4マイル（約6437メートル）のヒート競走に出走する競走馬は少なくとも8マイル（約13キロメートル）を走らなければならない。18世紀の半ばになると、古典的な4マイルのヒート競走では、競走馬は前半はゆっくり走り、後半の2マイルだけ全力疾走するようになっていった。19世紀が近づく頃には、途中で「歩く」馬がしばしば見られたという。
競走馬が長距離のヒート競走に耐えうるには、完成された頑健な馬体と豊富なスタミナが要求され、生まれてから十分に時間をかけて成長させる必要があり、しばしば5歳や6歳、あるいはそれ以上に育つまで待つ必要があった。しかし生産者や馬主は、もっと若いうちから競馬に使う方が経営上の効率がよいと考えるようになり、また競馬の主催者は興業上の観点で、1回の競走が早く終わる方が経営効率がよい。こうして、より若馬による、より短い競走が好まれるようになっていった。
1780年に始まったダービーは、3歳の若馬による、わずか1マイル半（約2414メートル）の、1回勝負（ダッシュ戦）の競走だった。ヒートレース自体が現在ほとんどみられないので、現在は用いられることはまず無いが、ヒートレースに対する概念として、「1回限り」で勝負を決する競走を「ダッシュレース（Dash Race）」という。19世紀頃の競走の名には「○○ダッシュ」というようなレース名が散見されるが、これは「ヒートレースではなく1回で勝負を決めるレース」を表している。
イギリスでは、まず長距離の4マイルのヒート競走が廃れていった。19世紀初頭になると、イギリスでは4マイル戦も、ヒート競走もほとんど姿を消した。
アメリカでは引き続き長距離のヒート競走が盛んで、19世紀半ばのイギリスでは、アメリカ馬のほうが「驚くほど」頑健で持久力があるとされていた。アメリカにおける「最強馬決定戦」としての4マイルのヒート競走が最後に行われたのは、1878年7月のことだった。
しかし、1回限りでしかも距離が2マイルという短距離（当時はこの距離でも短い）競走ならば、4歳馬でもそのスピードで対応できると考え、やがてまだ完成された馬体でない3歳馬でもこなせる距離と考えられるようになった。ここからスタミナよりもスピードを持っている若駒で距離を1マイル半や1マイルにして競走が成立し、その完成度を能力検定するクラシック競走が生まれる時代に入った。